# Karschelt
Karschelt ist ein Weiler der Ortsgemeinde Dahnen im Eifelkreis Bitburg-Prüm in Rheinland-Pfalz.

## Geographische Lage
Karschelt liegt rund 200 m nördlich des Hauptortes Dahnen auf einer Hochebene. Der Weiler ist ausschließlich von landwirtschaftlichen Nutzflächen umgeben. Die ersten Häuser des Weilers sind heute nahezu mit dem Hauptort zusammengewachsen.

## Geschichte
Zur genauen Entstehungsgeschichte von Karschelt liegen keine Angaben vor. Aus dem Jahre 1834 besteht die Information, dass sich Dahnen in nördliche Richtung ausgedehnt hat. In diesem Zusammenhang ist der Weiler leicht angewachsen. Zwischen 1834 und 1839 entstanden weitere Wohnplätze. Karschelt ging somit vermutlich aus einem Wohnplatz hervor.

## Kultur und Sehenswürdigkeiten

### Wegekreuz / Bunkeranlagen
Zentral im Weiler befindet sich Wegekreuz. Hierzu liegen keine näheren Angaben vor.
Auf der Gemarkung Karschelt und in unmittelbarer Umgebung befinden sich eine Vielzahl von Bunkeranlagen des ehemaligen Westwalls. Es handelt sich um Bunker ohne Kampfräume sowie Bunker mit Schartenständen.

### Naherholung
Die Region um Dahnen ist für einige grenzüberschreitende Wanderwege bekannt.
Durch Karschelt verläuft der Wanderweg 1 des Naturpark Südeifel. Hierbei handelt es sich um einen rund 13,5 km langen Rundwanderweg von Dahnen in das Our-Tal entlang der Staatsgrenze zu Luxemburg. Highlights am Weg sind mehrere Aussichtspunkte, das Naturschutzgebiet Mittleres Ourtal sowie die zahlreichen ehemaligen Mühlen von Dahnen (heute Wohnplätze).

## Verkehr
Es existiert eine regelmäßige Busverbindung ab Dahnen.
Karschelt ist teilweise durch eine Gemeindestraße sowie durch die Landesstraße 1 von Dahnen in Richtung Sevenig (Our) erschlossen.